# Sabine Theadora Ruh
Sabine Theadora Ruh (* in Frankfurt am Main) ist eine deutsche Wirtschaftsjournalistin, Buchautorin, Redenschreiberin und Ghostwriterin.

## Leben
Ihre Schulausbildung von 1968 bis 1981 schloss sie mit dem Abitur ab. Anschließend studierte Ruh Geologie an der Johann Wolfgang Goethe-Universität Frankfurt am Main von 1981 bis 1989. Parallel zur Promotion zum Dr. phil nat. bei Fritz F. Steininger arbeitete sie nach einem Praktikum bei Ökotest u. a. als Redakteurin in der Zentrale der Dresdner Bank.
Mitte 1996 machte sie sich als Wirtschaftsjournalistin selbständig und schrieb seitdem u. a. für Die Welt, Die Stiftung, den Hessischen Rundfunk, die FAZ, FTD und das Handelsblatt, überwiegend zu den Themenbereichen Finanzen, Export/Mittelstand und Stiftungsthemen. Ruh publizierte Bücher zu Finanz-, Wirtschafts- und Marketing-Themen und hält Workshops in diesen Themenbereichen. Ruh ist Beirätin der Frankfurter Stiftung Maecenia für Frauen in Wissenschaft und Kultur.
Ruh ist Mitglied im Deutschen Journalisten-Verband, dem Bundesverband Deutscher Stiftungen, dem Deutschen Kinderhospizverein, dem Serviceclub Zonta Frankfurt, dem Verband der Redenschreiber deutscher Sprache - 2016 bis 2018 im Präsidium des VRdS, im Bundesverband deutscher Pressesprecher und im Netzwerk Texttreff. Sie arbeitet in Frankfurt am Main. Ruh ist verheiratet und hat zwei Kinder.

## Auszeichnungen
Sie erhielt mehrere Journalistenpreise. 
Für das Buch “Plusminus Ratgeber Altersvorsorge” erhielt sie den Zukunftspreis Altersvorsorge vom Deutschen Institut für Altersvorsorge. 
2013 bekam sie den Medienpreis 2013 der Aachen Münchener. 
Sie wurde ausgewählt für "Die 500", exzellente Frauen der deutschsprachigen Journalismus-, Verlags-, PR- und Medien-Landschaft. 
Im Magazin "Journalistin 2014" 77 gute Gründe(rinnen) war sie auf Titel und im Porträt vertreten.

## Buchveröffentlichungen
- PLUSMINUS Ratgeber Altersvorsorge, Schäffer-Poeschel Verlag - dafür: Zukunftspreis Altersvorsorge, ausgezeichnet vom Deutschen Institut für Altersvorsorge
- Finanzratgeber für die besten Jahre, Readers Digest, 2013 - dafür: Medienpreis 2013 Aachen Münchener
- E-Book: Stiftungen – Herausforderungen in Gegenwart und Zukunft, 2013
- E-Book: Finanzplanung in der zweiten Lebenshälfte, 2013
- Finanzplanung in der zweiten Lebenshälfte. Campus-Verlag, Frankfurt, New York, 2004, ISBN 3-593-37395-5
- Handbuch Familien-Finanzen: Absichern - Vorsorgen - Durchblicken. OZ Velber, Freiburg im Breisgau, 2004, ISBN 3-89858-408-9
- mit Christine Bortenlänger: Kompass Geldanlage: Ihr Weg zu Vermögen und finanzieller Sicherheit. Schäffer-Poeschel Verlag, Stuttgart, 2005, ISBN 3-7910-2373-X
- PLUSMINUS Ratgeber Wohneigentum, Schäffer-Poeschel Verlag
- Schluss mit dem Geldverschenken, Campus-Verlag
- Kursbuch Börse, S. Fischer Verlag
- mit Kathy Kristof von CBS MoneyWatch: Das Bloomberg 1×1 der Geldanlage, Campus-Verlag
- Das kleine Versicherungslexikon, Schäffer-Poeschel Verlag
- Europäische Aktien, Financial Times Deutschland
- Unternehmensanleihen, Financial Times Deutschland
- Indexfonds, Indexzertifikate, Indexaktien, Financial Times Deutschland
- Dachfonds und AS-Fonds, Financial Times Deutschland
- mit Michael Brückner: Finanz-Informationen, Financial Times Deutschland
- Hedgefonds für Einsteiger: Tipps und Tricks für erfolgreiche Investitionen in die neuen deutschen Hedgefonds. Wiley-VCH-Verlag, Weinheim, 2005, ISBN 3-527-50103-7
- Bezahlen heute: wie der moderne Zahlungsverkehr funktioniert. Bankverlag, Köln, 2005, ISBN 3-86556-114-4
- Kredite - wie geht das? : vernünftiger Umgang mit dem Ratenkauf. Bankverlag, Köln, 2005, ISBN 3-86556-113-6
- ABC der Versicherungen: Verbraucherlexikon zur aktuellen Rechtslage. Verbraucherzentrale NRW, Düsseldorf, 2006, ISBN 978-3-938174-27-2
- Finanzratgeber für freche Frauen: Geldanlage, Altersvorsorge, Existenzsicherung. Redline Wirtschaft, Heidelberg, 2006, ISBN 978-3-636-01388-0
- Fonds-Handbuch, Deutsche Börse
- Rückblicke in die Zukunft der Arbeit: Auf dem Weg zu Arbeit 4.0 (Hessenmetall)
- Leben und Erfolg gegen alle Widerstände https://aktarcha.hypotheses.org/9164